# 松竹徳幸
松竹 徳幸（まつたけ とくゆき、1967年7月29日 - ）は、日本の男性キャラクターデザイナー、アニメーター。シルバー所属。
止め絵より動きで見せるタイプである。また、同じくアニメーターの鈴木博文とタッグを組むことが多い。中嶋敦子に師事し、鈴木博文と共に動画時代から個性的な作画をしていた。
ゲーム作品の『テイルズ オブ』 シリーズには、初めてアニメーションが導入された『テイルズ オブ デスティニー』（1997年）からかかわっている。2011年に公開されたインタビューにおいては、シリーズについてProduction I.Gのプロデューサーである寺川英和の「気がついたらほぼライフワーク」という発言に同調している。

## 作品

### テレビアニメ
- 美味しんぼ （1988年）動画
- らんま1/2 （1989年）動画
- らんま1/2 熱闘編 （1989年-1992年）原画
- 機甲警察メタルジャック （1991年）動画
- バトルファイターズ 餓狼伝説 （1992年）原画
- バトルファイターズ 餓狼伝説2 （1993年）原画
- マクロス7 （1994年-1995年）原画
- 鬼神童子ZENKI （1995年）原画（1話）
- NINKU -忍空- （1995年）原画（2話）
- 魔法騎士レイアース （1995年）原画（30話、49話、3期OP）
- 爆れつハンター （1995年）原画（1話）
- 神秘の世界エルハザード （1995年-1996年）OP原画
- 逮捕しちゃうぞ （1996年-1997年）ゲストキャラクターデザイン・オープニングアニメーション作画監督
- るろうに剣心 -明治剣客浪漫譚- （1996年-1998年）原画
- 少年サンタの大冒険! （1996年）原画（1話）
- ハーメルンのバイオリン弾き （1997年）原画（25話）
- EAT-MAN （1997年）原画（12話）
- バトルアスリーテス大運動会 （1997年）原画（12話）
- 烈火の炎 （1997年）原画（22話）
- プリンセスナイン 如月女子高野球部 （1998年）原画（8話）
- serial experiments lain （1998年）OPED原画
- 浦安鉄筋家族 （1998年）絵コンテ（8話、17話）
- エデンズボゥイ （1999年）OP原画
- ∀ガンダム （1999年-2000年）原画（3話、7話、12話、15話、31話）
- 南海奇皇 （1999年）原画（41話）
- メダロット （1999年-2000年）キャラクターデザイン、第52話作画監督・原画・OP作画監督
- NieA_7 （2000年）原画（OP、1話）
- メダロット魂 （2000年-2001年）キャラクターデザイン
- 地球少女アルジュナ （2001年）作監補佐（3話）
- ノワール （2001年）原画（OP、20話）
- おねがい☆ティーチャー （2002年）OP原画
- 旋風の用心棒 （2002年）レイアウト原画（25話）
- .hack//SIGN （2002年）OPED原画
- アベノ橋魔法☆商店街 （2002年）原画（3話）
- NARUTO -ナルト- （2002年-2007年）OP絵コンテ・演出（3期、9期）OP原画（第3期、6期、7期）原画（19話、133話）
- 灰羽連盟 （2002年）原画（1話、8話）
- GetBackers-奪還屋- （2002年-2003年）原画（1話、34話、49話） 1期、2期OP原画
- .hack//黄昏の腕輪伝説 （2003年）原画（OP、3話）
- LAST EXILE （2003年）原画（3話）
- R.O.D -THE TV- （2003年-2004年）絵コンテ・演出・2期OP原画
- PEACE MAKER鐵 （2003年）原画（OP、19話）
- みさきクロニクル〜ダイバージェンス・イヴ〜 （2004年）原画（1話、5話、12話）
- マリア様がみてる （2004年）原画（OP、11話）
  - マリア様がみてる〜春〜 （2004年）原画（11話）
- Wind -a breath of heart- （2004年）作監（1話）
- 魔法少女リリカルなのは （2004年）原画（1話）
- KURAU Phantom Memory （2004年）原画（4話）
- Get Ride! アムドライバー （2004年-2005年）原画（2期OP、23話、41話、51話）
- tactics （2005年）原画（13話）
- ラムネ （2005年）原画（12話）
- BECK （2005年）作監（22話）
- うえきの法則 （2005年-2006年）原画（OP、1話、3話、5話、9話、11話、17話、39話、41話、51話）
- トリニティ・ブラッド （2005年）原画（1話）
- ノエイン もうひとりの君へ （2005年）原画（11話）
- びんちょうタン （2006年）OP原画
- プリンセス・プリンセス （2006年）OP原画
- BLACK LAGOON （2006年）OP原画
- 銀牙伝説WEED （2006年）原画（24話）
- 獣王星 （2006年）原画（3話）
- ラブゲッCHU 〜ミラクル声優白書〜 （2006年）原画（5話）
- Fate/stay night （2006年）原画（22話）
- シムーン （2006年）原画（11話、22話）
- Project BLUE 地球SOS （2006年）キャラクターデザイン・作画監督
- BLACK LAGOON The Second Barrage （2006年）原画（10話、12話）
- シュヴァリエ 〜Le Chevalier D'Eon〜 （2006年-2007年）OP原画
- 少年陰陽師 （2006年-2007年）原画（OP、11話）
- 地獄少女 二籠 （2006年-2007年）原画（OP、25話）
- 天保異聞 妖奇士 （2006年-2007年）原画（4話、11話、19話）
- REIDEEN （2007年）原画（OP、2話）
- BLUE DRAGON （2007年）原画（1話、2話、8話、17話）
- 魔法少女リリカルなのはStrikerS （2007年）前期OP原画
- 桃華月憚 （2007年）原画（3話）
- シャイニング・ティアーズ・クロス・ウィンド （2007年）原画（12話）
- DARKER THAN BLACK -黒の契約者- （2007年）原画（10話、2期OP）
- NARUTO -ナルト- 疾風伝 （2007年-）OP原画（第2期、3期、5期、6期）ED絵コンテ・演出・作画監督・原画（第16期）原画（85話、123話、166話）
- ひぐらしのなく頃に解 （2007年）原画（6話）
- 電脳コイル （2007年）原画（11話）
- 逮捕しちゃうぞフルスロットル （2007年）OP原画
- 素敵探偵ラビリンス （2007年）OP原画
- しおんの王 （2007年）原画（OP、1話）
- 破天荒遊戯 （2008年）原画（OP）
- ヤッターマン （2008年）原画（1話）
- BLUE DRAGON 天界の七竜 （2008）原画（1話、20話、35話、42話）1期OP・3期ED原画
- あまつき （2008年）原画（1話）
- ヴァンパイア騎士 （2008年）原画（1話、13話）
- 魔法遣いに大切なこと 〜夏のソラ〜 （2008年）OP作画
- RD 潜脳調査室 （2008年）原画（24話）
- 地獄少女 三鼎 （2008年）原画（4話）
- WHITE ALBUM （2009年）絵コンテ（2話）・原画（2話）
- 07-GHOST （2009年）原画（OP、1話）
- うみねこのなく頃に （2009年）原画（1話、5話、10話、16話、22話）
- 咲-Saki- （2009年）後期OP絵コンテ
- 生徒会の一存 （2009年）原画（1話）
- 薄桜鬼 （2010年）原画（3話）
- 迷い猫オーバーラン! （2010年）原画（4話）
- 四畳半神話大系 （2010年）原画（5話）
- ぬらりひょんの孫 （2010年）原画（3話）
- 薄桜鬼 碧血録 （2010年）原画（OP）
- ドラゴンクライシス! （2011年）原画（OP、1話、6話）
- これはゾンビですか? （2011年）原画（OP、2話、6話、10話、12話）
- 俺たちに翼はない （2011年）作画監督（4話）
- もしドラ （2011年）原画（2話）
- NO.6 （2011年）原画（OP、9話）
- BLOOD-C （2011年）原画（OP、11話）
- ぬらりひょんの孫 〜千年魔京〜 （2011年）原画（5話、7話、22話）
- べるぜバブ （2011年）原画（30話）
- 未来日記 （2011年）原画（3話）
- さんかれあ （2012年）原画（2話、7話、11話）
- キングダム （2012年）作画監督（19話、32話）原画（1話、3話、37話）
- 薄桜鬼 黎明録 （2012年）原画（OP、10話）
- CØDE:BREAKER （2012年）総作画監督補佐（9話、10話）作画監督・原画（OP）
- 緋色の欠片 第二章 （2012年）原画（6話、11話）
- ROBOTICS;NOTES（2013年）絵コンテ・演出・原画（OP）
- 新世界より（2013年）原画（23話）
- 宇宙戦艦ヤマト2199（2013年）原画（10話）
- ポケットモンスター THE ORIGIN（2013年）原画（1話）
- ノラガミ（2014年）原画（10話）
- 六花の勇者（2015年）原画（OP）
- それが声優!（2015年）劇中劇原画（5話）
- 終わりのセラフ （2015年）原画（14話）
- ノラガミ ARAGOTO （2015年）原画（7話）
- おそ松さん （2015年）作画監督（8話）
- Dimension W （2016年）キャラクターデザイン[2]
- 昭和元禄落語心中 （2016年）絵コンテ・演出・原画（OP）
- ジョーカー・ゲーム （2016年）絵コンテ・演出・原画（ED）、原画（10話）
- 双星の陰陽師 （2016年）原画（OP）、アクション作画監督（10話）
- 坂本ですが? （2016年）原画（10話）
- ガーリッシュナンバー（2016年）劇中劇キャラクターデザイン・絵コンテ・演出・作画監督・原画（2話）
- カブキブ! （2017年）原画（12話）
- 鬼灯の冷徹 第弐期 （2017年）原画（1話、最終話）
- 胡蝶綺 〜若き信長〜 （2019年）作画監督（2話）
- PSYCHO-PASS サイコパス 3 （2019年）作画監督（8話）
- Re:Monster （2024年）作画監督・総作画監督（1話）
- 義妹生活（2024年）原画（OP）
- 魔法つかいプリキュア!!〜MIRAI DAYS〜（2025年）作画監督（3話）、OP原画
- 忍者と極道（2025年）キャラクターデザイン[3]

### 劇場アニメ
- マクロス7 銀河がオレを呼んでいる! （1995年）原画
- ドラゴンクエスト列伝 ロトの紋章 （1996年）原画
- お嬢様捜査網 （1996年）原画
- X -エックス- （1996年）原画
- パルムの樹 （2002年）原画
- 劇場版 NARUTO -ナルト- 大活劇!雪姫忍法帖だってばよ!! （2004年）原画
- 劇場版 NARUTO -ナルト- 大興奮!みかづき島のアニマル騒動だってばよ （2006年）絵コンテ
- 時をかける少女 （2006年）原画
- 劇場版BLEACH MEMORIES OF NOBODY （2006年）原画
- 鉄コン筋クリート （2006年）原画
- 劇場版 NARUTO -ナルト- 疾風伝 （2007年）原画
- ストレンヂア 無皇刃譚 （2007年）原画
- スカイ・クロラ The Sky Crawlers （2008年）原画
- 劇場版 NARUTO -ナルト- 疾風伝 絆 （2008年）作画監督協力・原画
- Genius Party Beyond （2008年）原画
- テイルズ オブ ヴェスペリア 〜The First Strike〜 （2009年）キャラクターデザイン・キャラクター作画監督
- 劇場版 Fate/stay night UNLIMITED BLADE WORKS （2010年）原画
- 鬼神伝 （2011年）第二原画
- トワノクオン （2011年）原画
- 劇場版 薄桜鬼 第一章 京都乱舞（2013年）原画
- THE LAST -NARUTO THE MOVIE- （2014年）原画
- 劇場版 PSYCHO-PASS サイコパス（2015年）作画監督・原画
- 劇場版 美少女戦士セーラームーンEternal（2021年）原画
- 犬王（2022年）作画監督

### OVA・18禁OVA
- グリーンレジェンド乱 （1992年）原画 （2話）
- ああっ女神さまっ （1993年）作画監督補佐
- 臀撃おしおき娘 ゴータマン ゴータマン誕生編 （1994年）原画
- ダーティペア FLASH （1994年）原画（1話、3話、5話）
- 逮捕しちゃうぞ （1994年-1995年）作画監督・原画
- ヤマトタケル 〜After War〜 （1995年）原画
- アイドル防衛隊ハミングバード'95風の唄 （1995年）原画
- アイドル防衛隊ハミングバード'95夢の場所へ （1995年）原画
- セイバーマリオネットR （1995年）原画（1話、2話、3話）
- こどものおもちゃ （イベント上映版） （1995年）ED原画
- 魔法少女プリティサミー （1995年）OP作監
- 魔物ハンター妖子2 （1995年）原画
- 銀河お嬢様伝説ユナ （1995年-1997年）OP原画
- お嬢様捜査網（1996年）原画
- 新破裏拳ポリマー （1996年）原画（2話）
- KEY THE METAL IDOL （1996年-1997年）作監（12話）、原画（15話）
- ぼくのマリー （1996年）原画（1話）
- それゆけ!宇宙戦艦ヤマモト・ヨーコ （1996年）原画（1話、3話）
- BURN-UP （1996年）原画（1話）
- 機動戦士ガンダム 第08MS小隊 （1996年）原画（6話）
- 神秘の世界エルハザード （1996年）原画（6話）
- らんま1/2 SUPER （1996年）原画（3話）
- アイドルプロジェクト （1996年）原画（2話）
- ガンスミスキャッツ （1996年）原画（3話）
- 覚悟のススメ （1996年）原画（1話）
- でたとこプリンセス （1997年）OP絵コンテ・演出
- 超機動伝説ダイナギガ （1998年）メカニック作画監督
- メルティランサー The Animation （1999年）原画（OP、4話）
- るろうに剣心 -明治剣客浪漫譚- 追憶編 （1999年）原画（1話）
- アニマトリックス （2003年）原画
- コゼットの肖像 （2004年）原画（1話、2話、3話）
- 王ドロボウJING in Seventh Heaven （2004年）原画（1話）
- テイルズ オブ ファンタジア THE ANIMATION （2004年）キャラクターデザイン・レイアウト総作画監督
- 鴉 -KARAS- （2005年）原画（6話）
- バットマン ゴッサムナイト （2008年）原画
- らんま1/2 悪夢!春眠香 （2010年）原画
- るろうに剣心 -明治剣客浪漫譚- 新京都編（2011年）作画監督（前編、後編）
- 英雄伝説 空の軌跡 THE ANIMATION （2011年）原画（OP2、1話）

### 一般ゲーム
- アイドル雀士スーチーパイ （原画）
- エキサイティングみるく（キャラクターデザイン・作画監督）
- 宝魔ハンターライム（1993年）原画
- LUNAR シルバースターストーリー（1996年）セガサターン版アニメーションムービー：原画
- 鉄拳3（1997年）動画
- テイルズ オブ デスティニー（1997年）アニメーションムービー：キャラクターデザイン・作画監督
- テイルズ オブ ファンタジア（1998年）アニメーションムービー：キャラクターデザイン・作画監督 / 小説版：挿絵
- 電影少女 -Virtual Girl Lun-（1999年）キャラクターデザイン・作画監督
- テイルズ オブ エターニア（2000年）アニメーションムービー：キャラクターデザイン・作画監督
- サーヴィランス 監視者（2002年）絵コンテ協力・サブキャラクターデザイン・デザインワークス・作画監督
- テイルズ オブ デスティニー2（2002年）アニメーションムービー：キャラクターデザイン・作画監督 / 小説版：挿絵
- テイルズ オブ シンフォニア（2003年）アニメーションムービー：キャラクターデザイン・作画監督 / 小説版：挿絵
- テイルズ オブ リバース（2004年）アニメーションムービー：キャラクターデザイン・作画監督 / 小説版：挿絵
- テイルズ オブ ジ アビス（2005年）アニメーションムービー：キャラクターデザイン・作画監督 / 小説版：挿絵
- テイルズ オブ ザ テンペスト（2006年）アニメーションムービー：キャラクターデザイン・作画監督 / 小説版：挿絵
- テイルズ オブ イノセンス（2007年）アニメーションムービー：キャラクターデザイン・作画監督
- スターオーシャン1 First Departure（2007年）アニメーションキャラクターデザイン・ストーリーボード
- テイルズ オブ シンフォニア -ラタトスクの騎士-（2008年）作画監修
- テイルズ オブ ヴェスペリア（2008年）アニメーションムービー：キャラクターデザイン・作画監督
- テイルズ オブ ハーツ（2008年）オープニングアニメーション：原画
- テイルズ オブ ザ ワールド レディアント マイソロジー2（2009年）アニメーションムービー：キャラクターデザイン・作画監督
- テイルズ オブ バーサス（2009年）
- 遠隔捜査 -真実への23日間-（2009年）キャラクターデザイン・デザインワークス・作画監督
- テイルズ オブ グレイセス（2009年）オープニングアニメーション：原画
- テイルズ オブ ザ ワールド レディアント マイソロジー3（2011年）アニメーションムービー：作画監督
- テイルズ オブ イノセンス R（2012年）アニメーションムービー：キャラクターデザイン・作画監督
- テイルズ オブ ハーツ R（2013年）オープニングアニメーション：原画
- テイルズ オブ ザ ワールド レーヴ ユナイティア（2014年）アニメーションムービー：キャラクターデザイン・総作画監督

### アダルトゲーム
- VIPER -V8- 18日の禁曜日（1993年）キャラクターデザイン・原画
- 理科準備室でつかまえて（2000年）キャラクターデザイン・原画
- はっぴ〜ぶり〜でぃんぐ（2000年）OP原画
- 秋色恋華（2005年）OP原画